# Nannina de Mèdici
Nannina de Mèdici, batejada amb el nom de Lucrècia de Mèdici (Florència, República de Florència 1448 - íd. 1493) fou una princesa italiana de la Casa de Mèdici.

## Orígens familiars
Va néixer l'any 1450 a la ciutat de Florència sent filla de Pere I de Mèdici i Lucrècia Tornabuoni. Fou neta per línia paterna de Cosme de Mèdici el Vell i Contessina de Bardi i germana de Maria, Blanca, Llorenç i Julià de Mèdici.

## Joventut
Educada dins de l'art humanístic del Renaixement es coneix molt poc de la seva vida, però ens resten dos retrats: un realitzat per Benozzo Gozzoli a la "Capella dels Reis Mags" del Palau Mèdici Riccardi de Florència, i un altre de Sandro Botticelli a "La Verge del Magnificat", en la qual és l'àngel que sosté la corona de la Mare de Déu.

## Núpcies i descendents
Es casà el 8 de juny de 1466 amb l'humanista Bernardo Rucellai. D'aquesta unió tingueren dos fills:
- Palla Rucellai
- Giovanni Rucellai (1475-1525), poeta i dramaturg

Nannina, anomenada així en honor de la seva besàvia Riccarda Bueri, de la qual n'era el seu mot carinyòs, morí el 14 de maig de 1453 a la ciutat de Florència.